# بن مندلسون
بن مندلسون (به انگلیسی: Ben Mendelsohn) (زادۀ ۳ آوریل ۱۹۶۹) بازیگر استرالیایی است. مندلسون حرفۀ بازیگری را با بازی در فیلم‌های استرالیایی آغاز کرد و پس از آن در فیلم‌هایی نظیر قلمرو حیوانات (۲۰۱۰)، شوالیه تاریکی برمی‌خیزد (۲۰۱۲)، روگ وان: داستانی از جنگ ستارگان (۲۰۱۶)، تاریک‌ترین لحظات (۲۰۱۷) و بازیکن شماره یک آماده (۲۰۱۸) به کارگردانی استیون اسپیلبرگ به نقش‌آفرینی پرداخت. در سال ۲۰۱۷، او برای ایفای نقش تالوس در فیلم‌های کاپیتان مارول (۲۰۱۹)، مرد عنکبوتی: دور از خانه (۲۰۱۹) و مینی‌سریال تهاجم مخفی (۲۰۲۳) به دنیای سینمایی مارول پیوست.
مندلسون در سریال خط خون (۲۰۱۷–۲۰۱۵) که از نتفلیکس پخش می‌شد حضور یافت که برای او یک جایزۀ امی و یک نامزدی جایزۀ گلدن گلوب به همراه داشت. در سال ۲۰۲۰ در مینی‌سریال جنایی اچ‌بی‌او، بیگانه به‌ایفای نقش پرداخت.

## اوایل زندگی
بن مندلسون در ملبورن، ویکتوریا زاده شد. مادرش، کارول آن پرستار و پدرش، فدریک آرتور اسکار مندلسون، محقق برجسته پزشکی بود که به عنوان پروفسور برای مؤسسه هاوارد فلوری ملبورن کار می‌کرد. او و دو برادرش، تام و دیوید، مانند مادرشان مدتی در اروپا و آمریکا زندگی کردند و برای تحصیل در مقطع دبیرستان به ملبورن بازگشتند.

## فیلم‌شناسی

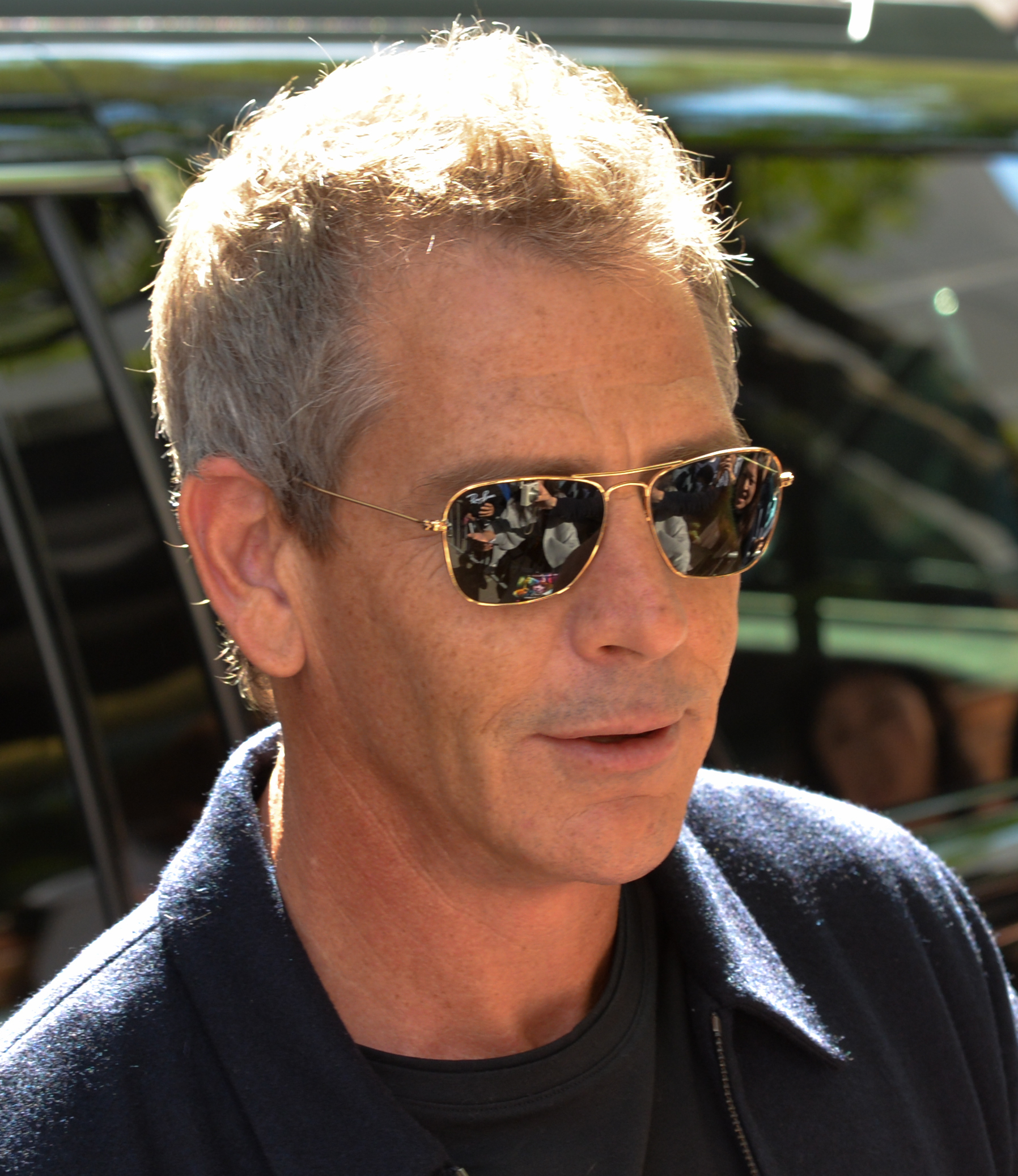
مندلسون در جشنواره بین‌المللی فیلم تورنتو ۲۰۱۷

### فیلم
| سال  | عنوان                           | نقش               | یادداشت |
| ---- | ------------------------------- | ----------------- | ------- |
| ۱۹۸۷ | سالی که صدای من شکست            |                   |         |
| ۱۹۹۰ | سرقت بزرگ                       |                   |         |
| ۱۹۹۰ | کویگلی در استرالیا              |                   |         |
| ۱۹۹۲ | اسپاتسوود                       | کری               |         |
| ۱۹۹۲ | نقشه‌ای از قلب انسان             | پسر مزرعه         |         |
| ۱۹۹۴ | آژیرها                          | لویس              |         |
| ۱۹۹۴ | پوست فلزی                       |                   |         |
| ۱۹۹۶ | کوسی                            |                   |         |
| ۱۹۹۶ | جعبه احمق‌ها                     |                   |         |
| ۱۹۹۷ | ایمی                            |                   |         |
| ۲۰۰۰ | محدودیت عمودی                   | مالکوم            |         |
| ۲۰۰۱ | مالت                            |                   |         |
| ۲۰۰۲ | سیاه و سفید                     | روپرت مرداک       |         |
| ۲۰۰۵ | بر جدید                         | بن                |         |
| ۲۰۰۸ | ۹٫۹۹ دلار                       | لنی               | صداپیشه |
| ۲۰۰۸ | استرالیا                        | کاپیتان دوتون     |         |
| ۲۰۰۹ | پیشگویی                         | فیل               |         |
| ۲۰۰۹ | کیت زیبا                        |                   |         |
| ۲۰۱۰ | قلمرو حیوانات                   | اندرو             |         |
| ۲۰۱۰ | سوزن                            |                   |         |
| ۲۰۱۱ | نخبگان قاتل                     | مارتین            |         |
| ۲۰۱۲ | تعدی                            | الیاس             |         |
| ۲۰۱۲ | کشتار با لطافت                  | راسل              |         |
| ۲۰۱۲ | شوالیه تاریکی برمی‌خیزد          | جان               |         |
| ۲۰۱۲ | مکانی آن سوی کاج‌ها              | رابین             |         |
| ۲۰۱۳ | ستایش                           | هارولد            |         |
| ۲۰۱۳ | ستاره‌دار                        |                   |         |
| ۲۰۱۴ | خروج: خدایان و پادشاهان         | هگپ               |         |
| ۲۰۱۴ | رودخانه گمشده                   | دیو               |         |
| ۲۰۱۴ | دریای سیاه                      | فریزر             |         |
| ۲۰۱۵ | غرب آهسته                       | پین               |         |
| ۲۰۱۵ | می‌سی‌سی‌پی گریند                  |                   |         |
| ۲۰۱۶ | اونا                            | ری                |         |
| ۲۰۱۶ | روگ وان: داستانی از جنگ ستارگان | سرپرست کرنیک      |         |
| ۲۰۱۷ | تاریک‌ترین لحظات                 | پادشاه جرج ششم    |         |
| ۲۰۱۸ | بازیکن شماره یک آماده           | نولان             |         |
| ۲۰۱۸ | آشفته                           | مارتین            |         |
| ۲۰۱۸ | سرزمین عادات ثابت               |                   |         |
| ۲۰۱۸ | رابین‌هود                        | داروغه ناتینگهام  |         |
| ۲۰۱۹ | کاپیتان مارول                   | تالوس             |         |
| ۲۰۱۹ | مرد عنکبوتی: دور از خانه        | تالوس             |         |
| ۲۰۱۹ | پادشاه                          | پادشاه هنری چهارم |         |
| ۲۰۱۹ | دندان شیری                      |                   |         |
| ۲۰۱۹ | جاسوسان نامحسوس                 | کیلین             | صداپیشه |
| ۲۰۲۱ | سیرانو                          | دی گویچه          |         |
| ۲۰۲۳ | گرفتن قاتل                      | لامارک            |         |
| ۲۰۲۳ | دختر شاه مرداب                  | جاکوب هالبروک     |         |

### تلویزیون
| سال       | عنوان      | نقش          | یادداشت                          |
| --------- | ---------- | ------------ | -------------------------------- |
| ۲۰۱۳      | دختران     | سالواتور     | قسمت: «بازی‌های ویدئویی»          |
| ۲۰۱۷–۲۰۱۵ | خط‌خون      | دنی ری‌بورن   | ۲۳ قسمت                          |
| ۲۰۲۰      | بیگانه     | رالف اندرسون | ۱۰ قسمت؛ همچنین تهیه‌کننده اجرایی |
| ۲۰۲۳      | تهاجم مخفی | تالوس        | نقش اصلی                         |

## جوایز
| سال  | جایزه                                                                             | کار             | نتیجه    |
| ---- | --------------------------------------------------------------------------------- | --------------- | -------- |
| ۱۹۹۲ | جایزه اکتا بهترین بازیگر نقش اول مرد                                              | اسپاتسوود       | نامزدشده |
| ۲۰۱۰ | جایزه اکتا بهترین بازیگر نقش اول مرد                                              | قلمرو حیوانات   | پیروز    |
| ۲۰۱۵ | جایزه گزینش منتقدان تلویزیون بهترین بازیگر نقش مکمل مرد در مجموعه تلویزیونی درام  | خط خون          | نامزدشده |
| ۲۰۱۶ | جایزه امی ساعات پربیننده بهترین بازیگر نقش مکمل مرد در مجموعه تلویزیونی درام      | خط خون          | پیروز    |
| ۲۰۱۶ | جایزه ستلایت بهترین بازیگر نقش مکمل مرد – سریال، سریال کوتاه یا فیلم تلویزیونی    | خط خون          | پیروز    |
| ۲۰۱۶ | جایزه گلدن گلوب بهترین بازیگر نقش مکمل مرد – سریال، سریال کوتاه یا فیلم تلویزیونی | خط خون          | نامزدشده |
| ۲۰۱۷ | جایزه امی ساعات پربیننده بهترین بازیگر نقش مکمل مرد در مجموعه تلویزیونی درام      | خط خون          | نامزدشده |
| ۲۰۱۷ | جایزه اکتا بهترین بازیگر نقش مکمل مرد                                             | تاریک‌ترین لحظات | نامزدشده |
| ۲۰۱۹ | جایزه اکتا بهترین بازیگر نقش مکمل مرد                                             | پادشاه          | نامزدشده |